# شجرة عشوائية سريعة الاستكشاف

شجرة عشوائية سريعة الاستكشاف (بالإنجليزية: Rapidly exploring random tree)‏ أو اختصاراً (RRT) هي هيكلية بيانات وخوارزمية بحث فعالة في الفراغات متعددة الأبعاد وغير المُحدبة.
تم تطوير الفكرة الأساسية لهذه الخوارزمية في 1998 من قبل ستيفن أم لافال وجيمس كفنر.
تستخدم هذه الخوارزمية بشكل واسع في مجال الروبوتات لحل مسألة البحث عن مسار.